# NGC 5233
NGC 5233 est une vaste galaxie spirale située dans la constellation des Chiens de chasse. Sa vitesse par rapport au fond diffus cosmologique est de 8 132 ± 16 km/s, ce qui correspond à une distance de Hubble de 119,9 ± 8,4 Mpc (∼391 millions d'al). NGC 5233 a été découverte par l'astronome germano-britannique William Herschel en 1785.
La classe de luminosité de NGC 5233 est I-II. 
Selon la base de données Simbad, NGC 5233 est une galaxie LINER, c'est-à-dire une galaxie dont le noyau présente un spectre d'émission caractérisé par de larges raies d'atomes faiblement ionisés.